# Delta Sagittae
Delta Sagittae (δ Sge / 7 Sagittae / HD 187076J) es la segunda estrella más brillante de la constelación de Sagitta —la flecha— después de γ Sagittae. De magnitud aparente +3,68, se encuentra a una incierta distancia comprendida entre 448 años luz (obtenida por paralaje) y 565 años luz (calculada por interferometría).
Delta Sagittae es una estrella binaria espectroscópica, es decir, sus dos componentes no han podido ser resueltas visualmente. La estrella primaria es una gigante roja luminosa de tipo espectral M2II cuya temperatura superficial es de unos 3630 K.
Su luminosidad está comprendida entre 2800 y 4500 soles, el valor exacto dependiendo de la distancia a al que se encuentre. Tiene un radio 125 veces más grande que el radio solar, lo que equivale a un 60% de la distancia existente entre la Tierra y el Sol.
Se piensa que es una estrella muy avanzada en la evolución estelar, probablemente con un núcleo inerte de carbono y oxígeno.
Al igual que otras gigantes rojas es una estrella variable irregular, con una variación en su brillo de 0,08 magnitudes.
La componente secundaria, con una luminosidad entre 32 y 60 veces la del Sol (dependiendo la distancia real a la que se encuentre el sistema), es una estrella de la secuencia principal de tipo A0 o B9.5. La separación media con la gigante roja es de 8,8 UA —algo menos de la distancia entre Saturno y el Sol— y su período orbital es de 10,20 años.
La gigante roja tiene una masa de 3,8 masas solares y su acompañante de 2,9 masas solares.